# Eilema brevifurca
Eilema brevifurca är en fjärilsart som beskrevs av Edward P. Wiltshire 1957. Eilema brevifurca ingår i släktet Eilema och familjen björnspinnare. Inga underarter finns listade i Catalogue of Life.